# Morganella stercoraria
Morganella stercoraria är en svampart som beskrevs av P. Ponce de León 1971. Morganella stercoraria ingår i släktet Morganella och familjen Agaricaceae.   Inga underarter finns listade i Catalogue of Life.